# 장수로 (영천시)
장수로(Jangsu-ro)는 대한민국의 경상북도 영천시 서부동 서문육거리에서 시작하여, 신녕면을 거쳐 연결하는 도로이다.

## 노선 경로
- 강변로와 직결 (완산, 영천역 방향)
  - 서문육거리 - 최무선로, 운동장로, 수원지길
  - 북영천삼거리 - 향군로
  - 화룡삼거리 - 외머리로
- 화룡교 (금호강)
  - 대전교차로 - 도로명 명칭 미상 (국도 제28호선)
- 철길건널목 - 중앙선 통과
- 초당교 (삼부천)
  - 삼거리 명칭 미상 - 청통로
  - 삼거리 명칭 미상 - 가래실로
- 철길건널목 - 중앙선 통과
- 교량 명칭 미상 - 익산포항고속도로 통과
- 신덕교
  - 신덕삼거리 - 금송로
  - 신령삼거리 - 치산효령로
- 신녕교
  - 삼거리 명칭 미상 - 신화로
- 철길건널목 - 중앙선 통과
- 교량 명칭 미상 - 중앙선 통과
  - 갑현교차로
  - 화서교차로 - 갑티로
- 갑령재
- 동부로와 직결 (군위 방향)

## 같이 보기
- 국도 제28호선 (기존 도로)